# Montefalcione
Montefalcione ist eine italienische Gemeinde der Provinz Avellino (Kampanien) mit 3060 Einwohnern (Stand 31. Dezember 2023) und einer Fläche von 15,15 km². Die Höhe beträgt 523 m s.l.m.

## Sehenswürdigkeiten

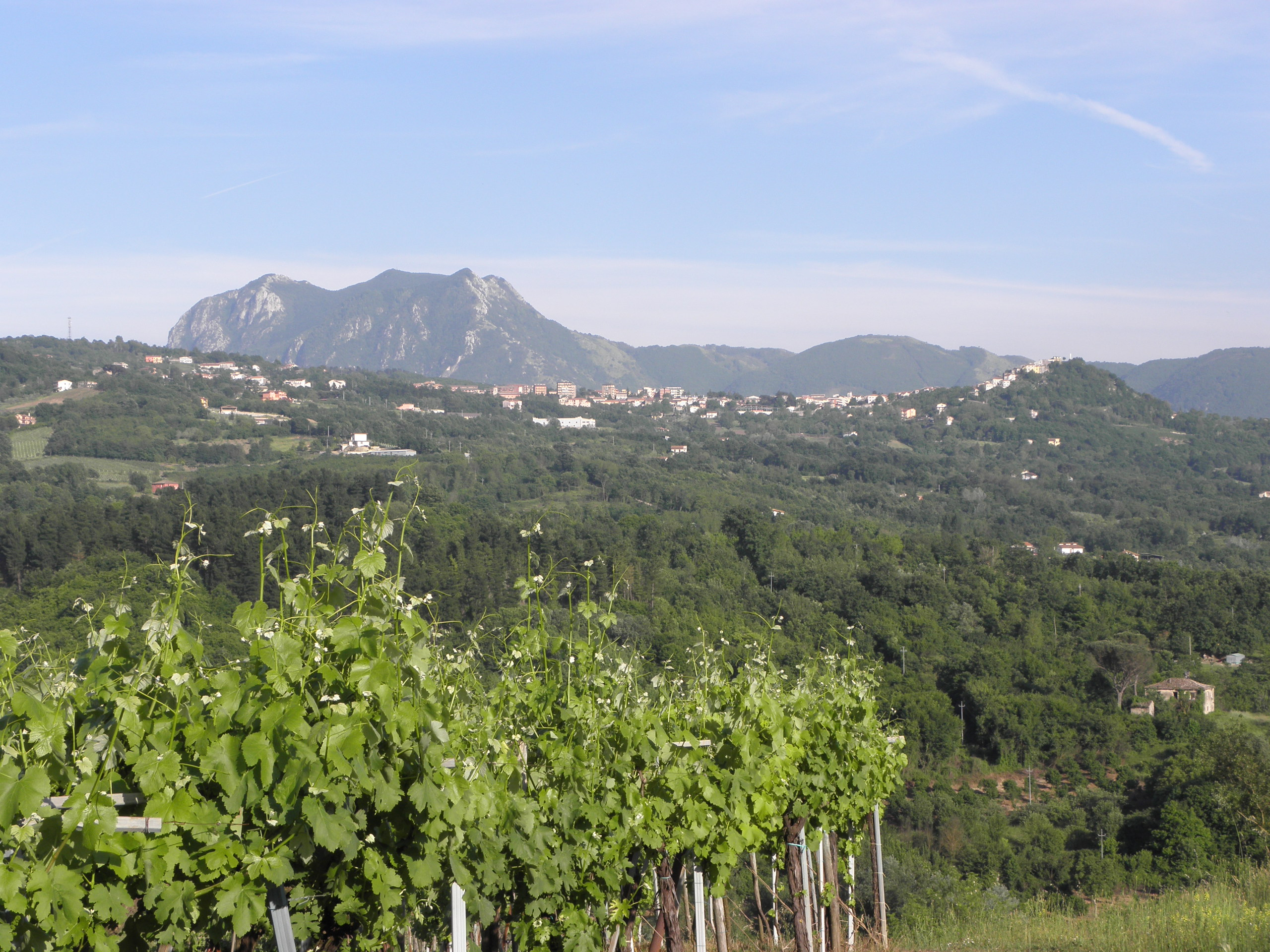
Montefalcione

Zu den Sehenswürdigkeiten des Ortes gehört die im 6. Jahrhundert gebaute Kirche Santa Maria di Loreto.
Montefalcione gehört zum Weinbaugebiet Fiano di Avellino.

## Verkehr
Der Haltepunkt Montefalcione liegt südlich des Ortes an der im Personenverkehr nicht mehr bedienten Bahnstrecke Avellino–Rocchetta Sant’Antonio.